# 1500er
Portal Geschichte | Portal Biografien | Aktuelle Ereignisse | Jahreskalender | Tagesartikel

◄ |
15. Jh. |
16. Jahrhundert
| 17. Jh. | ►

◄ |
1470er |
1480er |
1490er |
1500er
| 1510er | 1520er | 1530er | ►

1500 |
1501 |
1502 |
1503 |
1504 |
1505 |
1506 |
1507 |
1508 |
1509

## Ereignisse

### Politik und Weltgeschehen
- 1505: Ende des Landshuter Erbfolgekrieges.
- 1505: König Alexander von Polen erkennt mit der sogenannten Konstitution „Nihil Novi“, als wichtigem Grundpfeiler der Republik Polen-Litauen, der polnischen Landbotenkammer das Recht auf Gesetzgebung zu.
- 1507: Auf der Weltkarte von Martin Waldseemüller erscheint zum ersten Mal der Name „America“ für den neu entdeckten Kontinent.

### Kultur
| Kultur |
| --- |
| - Cinquecento in Italien - Renaissance - Hochrenaissance in Italien - Frührenaissance im deutschsprachigen Raum - Spätgotik - Manuelinik in Portugal |

- Das französische Kartenblatt setzt sich um 1500 nahezu europaweit durch. Spielkarten erhalten cœur (Herz), pique (Lanze), trèfle (Kleeblatt) und carreau (Quadrat).